# L'Art Libre
L'Art Libre was een Belgische kunstenaarsvereniging uit het interbellum.
De vereniging werd gesticht in 1932 binnen de schoot van de Cercle Artistique et Littéraire in Brussel. In februari van dat jaar hadden ze er hun eerste groepstentoonstelling. L'Art Libre streefde verjonging en dynamiseren na van het tentoonstellingsbeleid binnen de Cercle Artistique, die nogal wat van traditie, sleur en een gebrek aan selectiviteit te lijden had.
Voorzitter werd Edgard Tytgat.
In 1933 al fuseerde de vereniging met een andere Brusselse kunstenaarsvereniging, L'Académie brabançonne. Gezamenlijk namen ze deel aan het Salon 1933 in Gent.

## Leden
De samenstelling kort na de fusie was als volgt :
- Voorzitter : Edgard Tytgat
- Secretaris L’Art Libre : Arthur Schön
- Leden : Gustave Balenghien, Jean Brusselmans, Albert Daeye, Charles De Coorde, Anne-Pierre De Kat, Paul Delvaux, Léandre Grandmoulin, Victor Hageman, Lucien Hoffman, Marie Howet, Mayou Iserentant, Georges Latinis, Dolf Ledel, Paul Maas, Willem Paerels, Henri Puvrez, Ramah, Fernand Schirren, Arthur Schön, Marie Sterckmans, Michel Sterckmans, War Van Overstraeten, Adolphe Wansart en Fernand Wéry.